# Фауба (археологический памятник)
Фауба (Понпеи Fauba) — археологический памятник на острове Тол в Федеративных Штатах Микронезии. Включён в список важнейших достопримечательностей США.

## Описание
Руины Фауба представляет собой участок, окруженный каменной стеной высотой от 1 до 1,5 метра и толщину примерно 1 метр. Укрепление треугольный формы окружает участок земли на котором расположен ряд каменных платформ. Также рядом с руинами находится старинная свалка.
Точное назначение Фауба неизвестно, но учитывая его стратегическое расположение на возвышенности с которой хорошо видан не только лагуна острова Тол, но и все соседние острова архипелага Трук учёные считают, что это был форт.
Для изучения остатков поселения учёными был вырыт котлован в котором они проводят раскопки.
В 1978 году руины Фауба были внесены в список важнейших достопримечательностей США под номером 78003152.